# L'Eco di Bergamo
L'Echo of Bergamo est le principal journal quotidien de la province de Bergame, en Italie. Il a toujours tenu une ligne éditoriale centriste proche de l'Église catholique.
Fondé en 1880, il est principalement contrôlé par la curie de Bergame.

## Personnalités
- Giorgio Gori, député européen en 2024